# Autry-le-Châtel
Autry-le-Châtel là một xã trong tỉnh Loiret, vùng Centre-Val de Loire bắc trung bộ nước Pháp. Xã này nằm ở khu vực có độ cao từ 141-236 mét trên mực nước biển.